# Filippo Bologna
Filippo Bologna, né en 1978 à San Casciano dei Bagni dans la région de la Toscane, est un romancier, réalisateur et scénariste italien.

## Biographie
Comme romancier, il écrit en 2009 un premier roman intitulé Come ho perso la guerra qui figure parmi les finalistes du prix Strega et remporte le Premio Fiesole Narrativa Under 40 (it) et le prix Bagutta de la meilleure première œuvre. En 2012, il publie un deuxième roman, I pappagalli, suivi en 2014 du roman policier I morti non hanno fretta: la prima indagine del commissario Santini.
Comme scénariste, après plusieurs participations à des courts-métrages, il signe en 2011 le scénario de la comédie toscane Questo mondo è per te de Francesco Falaschi (it). En 2016, il prend part à l'écriture à plusieurs mains du scénario de la comédie dramatique Perfetti sconosciuti de Paolo Genovese et obtient notamment le David di Donatello du meilleur scénario et le Ciak d'or du meilleur scénario pour ce travail. En 2018, il collabore avec Francesco Falaschi (it) et Leonardo Pieraccioni.
Il réalise la même année son premier film, la comédie Cosa fai a Capodanno? (it), avec Luca Argentero et Ilenia Pastorelli dans les rôles principaux, film qui remporte un faible succès à sa sortie en Italie.

## Filmographie

### Comme réalisateur
- 2018 : Cosa fai a Capodanno? (it)

### Comme scénariste
- 2009 : La pagella d'Alessandro Celli (it)
- 2009 : L'ape e il vento de Massimiliano Camaiti
- 2011 : Cuore di clown de Paolo Zucca
- 2011 : Biondina de Laura Bispuri
- 2011 : Questo mondo è per te de Francesco Falaschi (it)
- 2013 : L'ultima ruota del carro de Giovanni Veronesi
- 2016 : Perfetti sconosciuti de Paolo Genovese
- 2018 : Quanto basta de Francesco Falaschi (it)
- 2018 : Se son rose... de Leonardo Pieraccioni
- 2024 : Race for Glory: Audi vs. Lancia de Stefano Mordini

## Œuvre

### Romans
- Come ho perso la guerra (2009)
- I pappagalli (2012)
- I morti non hanno fretta: la prima indagine del commissario Santini (2014)

## Récompenses et distinctions
- Prix Bagutta de la première œuvre en 2010 pour Come ho perso la guerra.
- Premio Fiesole Narrativa Under 40 (it) en 2009 pour Come ho perso la guerra.
- Finaliste du prix Strega en 2010 avec Come ho perso la guerra.
- David di Donatello du meilleur scénario en 2016 pour Perfetti sconosciuti.
- Ciak d'or du meilleur scénario en 2016 pour Perfetti sconosciuti.
- Prix du meilleur scénario au Festival international du film du Caire en 2016 pour Perfetti sconosciuti.
- Nomination au Ruban d'argent du meilleur scénario en 2016 pour Perfetti sconosciuti.